# Aransas Pass
Aransas Pass is een plaats (city) in de Amerikaanse staat Texas, en valt bestuurlijk gezien onder Aransas County en Nueces County en San Patricio County.

## Demografie
Bij de volkstelling in 2000 werd het aantal inwoners vastgesteld op 8138.
In 2006 is het aantal inwoners door het United States Census Bureau geschat op 8960.